# Kali Baru (Cilincing)
Kali Baru is een kelurahan in het bestuurlijke gebied Jakarta Utara in de provincie Jakarta, Indonesië. De plaats telt 68.950 inwoners (volkstelling 2010).